# Alvin et les Chipmunks (série télévisée d'animation, 2015)
Pour les articles homonymes, voir Alvin et les Chipmunks.
 (août 2022).
Alvin et les Chipmunks (série télévisée d'animation, 1983)
Alvin et les Chipmunks, stylisé Alvinnn !!! et les Chipmunks,, est une série d'animation française pour adultes et adolescents, en 3D diffusée depuis le 30 mars 2015 sur  M6. Elle est diffusée au niveau international sur les réseaux de Nickelodeon. La série est un reboot de la série d'animation du même nom de 1983.
Sa mise en production a été annoncée par Ross Bagdasarian Jr. et Janice Karman au printemps 2010. La série fut ensuite diffusée aux États-Unis  depuis août 2015 et au Québec sur Télé-Québec depuis le 12 septembre 2015.

## Historique
Initialement intitulée The Chipmunks and Chipettes), la série est actuellement prévue pour 5 saisons d'épisodes de 11 min. Elle est produite par Ross Bagdasarian Jr., Janice Karman, Sandrine Nguyen et Boris Hertzog et a reçu l'aide de la société américaine Bagdasarian Productions (en) en ce qui concerne le doublage des voix originales et la création des musiques originales, ainsi que de la société française OuiDo! Productions (anciennement Genao Productions) et MoonScoop,,, qui s'est occupé de l'animation et a participé à la création du storyboard.
Le distributeur international PGS Entertainment a obtenu les droits de diffusion de la série, en dehors des États-Unis et de la France, en août 2013,, ainsi que la licence de vente en août 2014. Nickelodeon a quant à lui acquis les droits de diffusion des deux premières saisons de la série en février 2014 et a prévu de la diffuser à l'international sur plus de 70 chaînes, à l'exception des États-Unis et du Brésil. La série a d'abord été présentée aux diffuseurs à la MIPCOM en octobre 2013 et fut la deuxième série la plus consultée lors de cet événement.

## Synopsis
La série raconte les épreuves d'un papa célibataire, David Seville, qui tente d'élever ses six chipmunks hyperactifs. Mais la vie de Dave peut parfois être difficile à cause d'Alvin Seville. Mais tout ce qui compte, c'est la joie et le bonheur de la famille Seville.

## Personnages
- Si vous ne connaissez pas le sujet, laissez ce bandeau (vous pouvez alors contacter les auteurs).
- Si vous supprimez le contenu mis en cause (vous pouvez préalablement contacter les auteurs),

argumentez précisément cette suppression dans la page de discussion
(un manque de référence n'est pas un argument ; une recherche réelle de référence doit avoir été effectuée, être formellement documentée).

### Principaux
Alvin Seville : est le personnage principal de la série, c'est un chipmunk brun habillé avec un pull rouge sur lequel est dessiné un grand A en jaune et un jean bleu. Il aime draguer les filles à l'école même si on dirait qu'il a un faible pour Brittany. C'est un peu "le turbulent" et le chef stratège du groupe. Il a un téléphone rouge. À l'école, Derek et Bocarter sont ses principaux ennemis (il se bat avec Derek à la fin des cours, et il déteste clairement Bocarter). Il aime faire du skate, jouer et regarder le football, c'est aussi le guitariste et chef du groupe des Chipmunks. C'est aussi le deuxième plus grand (Simon est l'aîné) de ses frères.
Brittany Miller : C’est la seconde aînée du groupe. C'est la cadette des chipettes et une chanteuse et danseuse du groupe. Elle habillée avec une chemise, une veste rose, un collant noir et des ballerines roses. Elle a les yeux bleus et les cheveux blonds clair (un peu orangés) placés en queue-de-cheval. Elle aime la mode et elle est détestée par certaines filles dans l'épisode où elle tombe amoureuse d'Alvin. Elle est très détestée par le public (surtout le grand public). C'est la deuxième plus grande de ses sœurs (Jeanette qui est la plus grande). Elle a un téléphone rose.
Simon Seville : fait partie des principaux personnage de la série, c'est un chipmunk brun habillé avec pull et un jean bleu. Il aime avant tout bouquiner et inventer des appareils à la pointe de la technologie. C'est un peu "l'intellectuel" du groupe, qui est souvent là pour raisonner Alvin, et même parfois Dave. Il est secrètement amoureux de la professeure principale et semble aussi avoir un faible pour Jeanette. Il possède lui aussi un téléphone bleu. C'est le ainé et le plus intelligent des chipmunks et le chanteur du groupe.
Jeanette Miller : Elle est l'aînée du groupe. C'est une chipmunk brune habillée avec une chemise et une veste violet, un jean bleu et chaussures violettes. Elle a les cheveux bruns placés en petit chignon. Elle aime réparer et inventer des objets. C'est l'ainée des chipettes et une chanteuse et danseuse du groupe. Elle a un caractère très timide et plutôt distrait voire maladroite. Et elle aime beaucoup la nature, elle a un téléphone violet.
Théodore Seville : est un des personnages principaux de la série, c'est un chipmunk brun habillé avec un sweat vert et un jean bleu. Il est gourmand et aime bien cuisiner, il a un caractère beaucoup moins sûr de lui et moins turbulent que dans le film, c'est aussi quelqu'un de naif et influençable qu'Alvin utilise souvent lorsqu'il est question de faire des tâches ménagères etc. Théodore est apparemment amoureux d'Eléanore. Il a aussi un portable vert. C'est le benjamin et le plus naïf des chipmunks et le batteur du groupe. Il a un ours en peluche du nom de Teddy Blabla.
Eléanor Miller : Eléanor ou Eléonore. Elle est la benjamine du groupe. C'est une chipmunk brune habillée avec un pull à rayures vertes et vert claires et une jupe verte. Elle a les cheveux blonds coiffés en deux petites couettes. Tout comme Théodore, elle aime manger et cuisiner mais elle aime aussi faire du sport et danser. C'est une sportive au caractère affirmé, parfois un peu brutal. Elle a un faible pour Théodore, avec qui elle s'entend très bien et passe de bons moments. C'est une chanteuse et danseuse du groupe des chipettes dont elle est la benjamine, elle fait aussi partie du club de pom-pom girls de l'école. Elle a un téléphone vert.

### Secondaires
David Dave Seville : David ou "Dave" est le père adoptif des chipmunks et des chipettes. Il est souvent habillé avec un pull bleu et un pantalon noir. C'est le parolier des chipmunks (c'est lui qui écrit leurs chansons). Dave est un personnage un peu craintif (peur des serpents, des requins, du vide...). Dave est un père plutôt protecteur qui aide souvent ses enfants, les éduque, et inscrit à des activités extra-scolaires (sport, théâtre, yoga...) Il a notamment raté son examen de mathématiques pour obtenir son diplôme qui lui permettrait d'obtenir un travail, c'est la raison pour laquelle il doit reprendre des cours de maths qu'il suit dans la même classe que ses enfants. Il a un téléphone noir.
Madame Miller : est la voisine de la famille Seville, c'est l'ancienne maîtresse des chipettes dans le film et vit seule dans sa maison dans la série. C'est une femme corpulente qui porte une robe rose et des lunettes. Elle aime beaucoup s'occuper de son jardin notamment de ses rosiers et c'est une amie de madame Croner.

### À l'école
- Bocarter : est le pire ennemi des Chipmunks aussi, il se fait aider apparemment par son père pour rester toujours le premier de la classe. Il aime se vanter et rabaisser Alvin sur le fait d’être plus intelligent que lui.
- Cheddar
- Kevin
- Derek : Le pire ennemi des Chipmunks, il a les cheveux blonds avec une veste violette et un caractère très moqueur.
- Chloé
- Amber
- Jenny
- Madame Smith : Elle a les cheveux noirs (avec une quantité notable de gris) et des lunettes de chat à monture pointue rose. Elle est fréquemment vue portant une robe à rayures vertes avec un col blanc et une ceinture noire.
- Madame Meadows : Elle est de teint blanc, aux yeux verts et aux cheveux bruns. Elle porte une robe crème sans manches avec une ceinture bleue, des chaussures noires, des boucles d'oreilles rondes en or et blanc et une alliance à la main gauche.

## Fiche technique
- Titre : Alvin et les Chipmunks
- Création : Janice Karman
- Réalisation Frédéric Vilquin, Janice Karman
- Scénario : Janice Karman, Michael Bagdasarian, Vanessa Bagdasarian, Peter Saisselin, Thomas Forwood, David Sauerwein, Fabrice Ziolkowski, Reid Harrison, Jean-Phillipe Robin, Marie Beardmore, Pauline Gentile, Bart Coughlin, Anne Baraou, Anne Baraou, Kathryn Walton Ward, Sylvie Barro, Maryanne Contreras, Lisa Kohn, Jeffrey St. Ours, Carlson
- Musique : Ross Bagdasarian, Janice Karman
- Production : Vanessa Bagdasarian, Michael Bagdasarian, Ross Bagdasarian, Jr., Janice Karman, Sandrine Nguyen, Boris Hertzog
- Société de production : Productions Bagdasarian, OuiDo! Productions (saison 1), Technicolor Animation Productions (depuis la saison 2), Nickelodeon Animation Studio (depuis la saison 2)
- Société de distribution : Divertissement PGS
- Pays d'origine :  France
- langue d'origine : Français
- Format : 1080i (TVHD)
- Nombre d'épisodes : 214 (5 saisons)
- Durée :  10 minutes
- Dates de première diffusion :
  - En France : 30 mars 2015
  - Aux États-Unis : 3 août 2015

### Production technique
- Coopérations: Hewlett-Packard, Dell, Autodesk, Adobe, Chaos Group
- Logiciels: Maya, Photoshop, Premiere Pro, After Effects, V-Ray

## Distribution

### Voix originales
- Ross Bagdasarian Jr. : David Dave Seville / Alvin Seville / Simon Seville
- Janice Karman : Theodore Seville / Jeanette Miller / Brittany Miller / Madame Smith
- Vanessa Chambers : Eléonore Miller

### Voix françaises
- Jérôme Pauwels : David Dave Seville
- Emmanuel Garijo : Alvin Seville, Biggy Large, policier + voix additionnelles[réf. nécessaire]
- Mathias Kozlowski : Simon Seville, Derek
- Alexis Tomassian : Théodore Seville, Cheddar, Kevin, voix additionnelles
- Karine Foviau : Eléonore Miller
- Natacha Muller : Jeanette Miller
- Marie-Eugénie Maréchal : Brittany Miller

## Production
La série est annoncée depuis 2010 avant d'être produite et ensuite diffusée en mai 2015.
La série marque le retour d'Alvin et les Chipmunks en série d'animation, après 25 ans durant (1990-2015).
Il s'agit là donc d'une reprise de la série d'animation de 1983[style à revoir].
En France, la série est diffusée sur M6, puis rediffusée sur Nickelodeon, Nickelodeon Junior et Gulli. À l'international, la série est principalement diffusée sur les chaînes Nickelodeon.
Après la première saison, la série est renouvelée pour une deuxième saison en 2016.
En octobre 2016, la série est renouvelée pour une troisième et une quatrième saison. À la fin de 2018, la série est renouvelée pour une cinquième saison, Nickelodeon renouvelle la série pour une sixième et septième saison le 6 novembre 2019.

## Épisodes

### Saison 1 (2015-2016)
| Numéro de production | Titre français               | Titre original              | Écrit par                              | Date de diffusion aux États-Unis |
| -------------------- | ---------------------------- | --------------------------- | -------------------------------------- | -------------------------------- |
| 1                    | L'ours qui parle             | Talking Teddy               | Janice Karman et Michael Bagdasarian   | 3 août 2015                      |
| 2                    | La principale de mes rêves   | Principal Interest          | Janice Karman                          | 3 août 2015                      |
| 3                    | A comme Alien                | A is for Alien              | Janice Karman et Michael Bagdasarian   | 4 août 2015                      |
| 4                    | Jeanette enchantée           | Jeanette Enchanted          | Janice Karman et Michael Bagdasarian   | 4 août 2015                      |
| 5                    | Sister Act                   | Sister Act                  | Janice Karman et Michael Bagdasarian   | 5 août 2015                      |
| 6                    | Le rap de Lil'T              | Lil'T                       | Peter Saisselin                        | 5 août 2015                      |
| 7                    | Le diamant                   | What a Gem                  | Janice Karman et Michael Bagdasarian   | 6 août 2015                      |
| 8                    | Esprit de famille            | Family Spirit               | Thomas Forwood                         | 6 août 2015                      |
| 9                    | L'appli                      | The App                     | Peter Saisselin                        | 7 août 2015                      |
| 10                   | Théodore le Don Juan         | Don Juan Theodoro           | David Sauerwein                        | 7 août 2015                      |
| 11                   | Al-brittina                  | Albrittina                  | Peter Saisselin                        | 10 août 2015                     |
| 12                   | Simon président              | Simon for President         | Janice Karman et Michael Bagdasarian   | 10 août 2015                     |
| 13                   | Au service de la nation      | To Serve and Protect        | Janice Karman                          | 11 août 2015                     |
| 14                   | À l'ancienne                 | Kicking It Old School       | Janice Karman                          | 11 août 2015                     |
| 15                   | Peur des clowns              | Clowning Around             | Janice Karman et Michael Bagdasarian   | 12 août 2015                     |
| 16                   | Le souffre-douleur           | Bully for You               | Janice Karman                          | 12 août 2015                     |
| 17                   | Ma sœur est bizarre          | My Sister the Weirdo        | Janice Karman                          | 13 août 2015                     |
| 18                   | Guerre de territoires        | Turf War                    | Peter Saisselin                        | 13 août 2015                     |
| 19                   | Bonne chance Moustache       | Good Luck Mr. Whiskers      | Michael Bagdasarian                    | 14 août 2015                     |
| 20                   | Le père modèle               | Who's Your Daddy            | Janice Karman                          | 14 août 2015                     |
| 21                   | La montagne mystérieuse      | Mystic Mountain             | Michael Bagdasarian                    | 17 août 2015                     |
| 22                   | Skate, Mensonges et Chocolat | Candy Confessions           | Janice Karman                          | 18 août 2015                     |
| 23                   | Le mojo                      | Mojo Missing                | Peter Saisselin                        | 19 août 2015                     |
| 24                   | On n'est pas des bêtes       | Who's the Animal            | Janice Karman et Michael Bagdasarian   | 20 août 2015                     |
| 25                   | Le Papa poule                | Slippin’ Thru My Fingers    | Janice Karman                          | 21 août 2015                     |
| 26                   | Dave pète les plombs         | Driving Dave Crazy          | Janice Karman                          | 31 août 2015                     |
| 27                   | Accrochez vos ceintures      | Safety Third                | Janice Karman                          | 1er septembre 2015               |
| 28                   | Monsieur Bonnes manières     | Mister Manners              | Peter Saisselin                        | 2 septembre 2015                 |
| 29                   | La cabane dans l'arbre       | The Tree House              | Janice Karman                          | 3 septembre 2015                 |
| 30                   | Sauver Simon                 | Saving Simon                | Peter Saisselin                        | 4 septembre 2015                 |
| 31                   | Retour à l'école             | Back to School              | Janice Karman                          | 8 septembre 2015                 |
| 32                   | Frères ennemis               | Bromance                    | Janice Karman                          | 9 septembre 2015                 |
| 33                   | Une chambre à soi            | A Room of One's Own         | Fabrice Ziolkowsky                     | 10 septembre 2015                |
| 34                   | Chariots à gogo              | Carts and Crafts            | Reid Harrison                          | 11 septembre 2015                |
| 35                   | Les écolos                   | Going Green                 | Janice Karman                          | 2 novembre 2015                  |
| 36                   | Oiseau de malheur            | Tattle Tail                 | Peter Saisselin                        | 3 novembre 2015                  |
| 37                   | Super héros                  | Super Heroes                | Reid Harrison                          | 5 novembre 2015                  |
| 38                   | Elle a du style              | She's Got Style             | Peter Saisselin                        | 4 novembre 2015                  |
| 39                   | La conspiration du baiser    | Kiss Conspiracy             | Peter Saisselin                        | 6 novembre 2015                  |
| 40                   | Les invités surprise         | House Guest                 | Jean-Phillipe Robin et Peter Saisselin | 9 novembre 2015                  |
| 41                   | Théozilla                    | Theozilla                   | Reid Harrison                          | 10 novembre 2015                 |
| 42                   | Le meilleur ami de l'homme   | Doggone It                  | Reid Harrison                          | 12 novembre 2015                 |
| 43                   | Mutinerie                    | Mutiny                      | Peter Saisselin                        | 13 novembre 2015                 |
| 44                   | Téléréalité                  | Reality or Not              | Michael Bagdasarian                    | 16 novembre 2015                 |
| 45                   | Qu'ils mangent des miettes   | Let Them Eat Crumbs         | Janice Karman                          | 17 novembre 2015                 |
| 46                   | Les fantômes                 | Who Ghosts There            | Marie Beardmore et Peter Saisselin     | 18 novembre 2015                 |
| 47                   | Les pouvoirs secrets d'Alvin | Alvin's Secret Powers       | Janice Karman                          | 19 novembre 2015                 |
| 48                   | Les survivants               | I Will Survive              | Fabrice Ziolkowsky et Peter Saisselin  | 15 février 2016                  |
| 49                   | L'art pour l'art             | Art for Art's Sake          | Reid Harrison                          | 7 mars 2016                      |
| 50                   | La main dans le sac          | Alvin's Got a Brand New Bag | Pauline Gentile                        | 15 février 2016                  |
| 51                   | Warbie                       | Warbie                      | Janice Karman                          | 20 novembre 2015                 |
| 52                   | Entre hommes                 | Mancave                     | Peter Saisselin                        | 8 mars 2016                      |

### Saison 2 (2016-2017)
| Numéro de production | Titre français                     | Titre original                | Écrit par                                 | Date de diffusion aux États-Unis |
| -------------------- | ---------------------------------- | ----------------------------- | ----------------------------------------- | -------------------------------- |
| 01                   | Une vie de chien                   | Dog Days                      | Janice Karman                             | 9 mars 2016                      |
| 02                   | Le père des dragons                | Dragon Dad                    | Peter Saisselin                           | 10 mars 2016                     |
| 03                   | Le cercle des matheux              | Members Only                  | Janice Karman et Reid Harrison            | 11 mars 2016                     |
| 04                   | Le nouveau                         | The New Kid                   | Janice Karman                             | 9 mai 2016                       |
| 05                   | Simon le magnifique                | Simon the Superb              | Janice Karman et Michael Bagdasarian      | 10 mai 2016                      |
| 06                   | Un prof en or                      | The Sub                       | Janice Karman                             | 11 mai 2016                      |
| 07                   | Caméra, moteur, on ne tourne pas ! | Lights Camera Uh Oh           | Michael Bagdasarian                       | 12 mai 2016                      |
| 08                   | La poupée de cire                  | Wax Dave                      | Janice Karman                             | 13 mai 2016                      |
| 09                   | La voleuse de corps                | Brittany the Body Snatcher    | Janice Karman                             | 6 juin 2016                      |
| 10                   | Agent Smith                        | Agent Smith                   | Peter Saisselin                           | 7 juin 2016                      |
| 11                   | L'ami des bébés                    | Baby Whisperer                | Janice Karman                             | 8 juin 2016                      |
| 12                   | Accords et désaccords              | Let's Make a Deal             | Reid Harrison                             | 9 juin 2016                      |
| 13                   | Munk Man                           | Munk Man                      | Janice Karman                             | 10 juin 2016                     |
| 14                   | Tous en selle                      | Ride Along                    | Michael Bagdasarian                       | 1er août 2016                    |
| 15                   | Le week-end de folie d'Alvin       | Alvin's Wild Weekend          | Janice Karman                             | 2 août 2016                      |
| 16                   | Pour qui sonne le glas             | For Whom the Bell Tolls       | Bart Coughlin                             | 3 août 2016                      |
| 17                   | J'écoute                           | iHear                         | Peter Saisselin                           | 4 août 2016                      |
| 18                   | La sorcière                        | Switch Witch                  | Reid Harrison                             | 8 août 2016                      |
| 19                   | Double désastre                    | Double Trouble                | Janice Karman et Michael Bagdasarian      | 9 août 2016                      |
| 20                   | Menteur, menteur                   | Liar Liar                     | Janice Karman                             | 10 août 2016                     |
| 21                   | La princesse et le crapaud         | Suck Toad                     | Janice Karman                             | 11 août 2016                     |
| 22                   | L'admirateur secret                | Secret Admirer                | Janice Karman                             | 15 août 2016                     |
| 23                   | Le courriel                        | Un-Send!                      | Bart Coughlin                             | 16 août 2016                     |
| 24                   | Non, c'est non                     | The Orb                       | Janice Karman                             | 17 août 2016                     |
| 25                   | La boîte à musique                 | The Music Box                 | Peter Saisselin                           | 18 août 2016                     |
| 26                   | Livraison spéciale                 | Special Delivery              | Anne Baraou et Reid Harrison              | 22 août 2016                     |
| 27                   | La prof manque à l'appel           | Missing Miss Smith            | Michael Bagdasarian                       | 23 août 2016                     |
| 28                   | Alerte aux monstres                | Monster Madness               | Bart Coughlin                             | 24 août 2016                     |
| 29                   | Les supergirls                     | Super Girls                   | Janice Karman                             | 25 août 2016                     |
| 30                   | Le redoublant                      | Held Back                     | Janice Karman                             | 11 octobre 2016                  |
| 31                   | Viral                              | Viral                         | Bart Goughlin                             | 4 mars 2017                      |
| 32                   | La confrérie de Dagarack           | Brothers of Dagarack          | Bart Coughlin                             | 4 mars 2017                      |
| 33                   | On est les Chipmunks               | We're the Chipmunks           | Michael Bagdasarian                       | 14 octobre 2016                  |
| 34                   | Sauvez le bal                      | Save the Dance                | Janice Karman                             | 1er novembre 2016                |
| 35                   | Les chevaliers                     | Knights                       | Janice Karman et Michael Bagdasarian      | 4 novembre 2016                  |
| 36                   | Le charmeur de serpents            | Snake Charmer                 | Janice Karman                             | 25 février 2017                  |
| 37                   | Le roi de la fête                  | It's My Party                 | Michael Bagdasarian                       | 12 octobre 2016                  |
| 38                   | Rivaliser avec les voisins         | Keeping Up with the Humphries | Bart Coughlin                             | 13 octobre 2016                  |
| 39                   | Loin des yeux, loin du cœur        | Overlooked                    | Catherine Guillot-Bonté et Peter Sasselin | 11 mars 2017                     |
| 40                   | L'étoile filante                   | Wish Upon a Star              | Catherine Guillot-Bonté                   | 11 mars 2017                     |
| 41                   | Le jardin secret de Jeanette       | Jeanette's Secret Garden      | Michael Bagdasarian                       | 18 mars 2017                     |
| 42                   | La chasse au trésor                | Treasure Hunt                 | Michael Bagdasarian                       | 18 mars 2017                     |
| 43                   | Le camp de vacances                | Summer Camp                   | Janice Karman                             | 25 mars 2017                     |
| 44                   | La langue bien pendue              | Blabber Mouth                 | Janice Karman                             | 25 février 2017                  |
| 45                   | Ta parole contre la mienne         | He Said She Said              | Bart Coughlin                             | 1er mai 2017                     |
| 46                   | L'attaque des zombies              | Attack of the Zombies         | Peter Saisselin                           | 2 mai 2017                       |
| 47                   | L'intérimaire                      | The Temp                      | Janice Karman                             | 2 novembre 2016                  |
| 48                   | Le piège à parents                 | Parent Trap                   | Peter Saisselin                           | 3 novembre 2016                  |
| 49                   | Une journée de folie               | Wacky Wednesday               | Peter Saisselin et Catherine Walton Ward  | 3 mai 2017                       |
| 50                   | Le faux profil                     | The Chipmunk and the Catfish  | Michael Bagdasarian                       | 4 mai 2017                       |
| 51                   | Le temps passe                     | Time Flies                    | Janice Karman                             | 3 juin 2017                      |
| 52                   | Canular téléphonique               | Prank Calls                   | Michael Bagdasarian                       | 3 juin 2017                      |

### Saison 3 (2017-2019)
| Numéro de production | Titre français                    | Titre original               | Écrit par                                                                                           | Date de diffusion aux États-Unis |
| -------------------- | --------------------------------- | ---------------------------- | --------------------------------------------------------------------------------------------------- | -------------------------------- |
| 01                   | Karaterrifiant                    | The Karate Kidder            | Janice Karman                                                                                       | 10 juin 2017                     |
| 02                   | Le chouchou                       | Playing Favorites            | Janice Karman                                                                                       | 10 juin 2017                     |
| 03                   | L'ermite                          | Back to Basics               | Janice Karman                                                                                       | 17 juin 2017                     |
| 04                   | Les bulletins                     | Report Cards                 | Michael Bagdasarian                                                                                 | 17 juin 2017                     |
| 05                   | Nounou pour chat                  | The Cat Sitter               | Janice Karman                                                                                       | 24 juin 2017                     |
| 06                   | Accro                             | Addicted                     | Bart Coughlin                                                                                       | 24 juin 2017                     |
| 07                   | Divulguité aigüe                  | Spoiler-Itis                 | Bart Coughlin                                                                                       | 14 août 2017                     |
| 08                   | En eaux troubles                  | Something Fishy              | Barbara Weber-Boustani                                                                              | 15 août 2017                     |
| 09                   | Des parents d'enfer               | Baby Mama Drama              | Janice Karman                                                                                       | 16 août 2017                     |
| 10                   | Le ballet                         | Ballet Boys                  | Bart Coughlin                                                                                       | 17 août 2017                     |
| 11                   | Les 3 frères                      | Oh Brother Where Art Thou    | Janice Karman                                                                                       | 30 octobre 2017                  |
| 12                   | Le vote des filles                | The Wall                     | Michael Bagdasarian                                                                                 | 1er novembre 2017                |
| 13                   | Le cadeau                         | The Gift                     | Peter Saisselin et Amy Serafin                                                                      | 2 novembre 2017                  |
| 14                   | Théo a le dernier mot             | Theo Knows Best              | Janice Karman D'après une idée de Bart Coughlin                                                     | 3 novembre 2017                  |
| 15                   | Simsky                            | Simsky                       | Catherine Guillot-Bonté et Peter Saisselin                                                          | 17 février 2018                  |
| 16                   | Jour de chance                    | Lucky Day                    | Jason Lethcoe                                                                                       | 17 février 2018                  |
| 17                   | La curiosité est un vilain défaut | Curiosity                    | Bart Coughlin                                                                                       | 24 février 2018                  |
| 18                   | Les envahisseurs                  | House Pest                   | Janice Karman D'après une idée de Pete Burns                                                        | 24 février 2018                  |
| 19                   | Fugitifs                          | The Fugitives                | Bart Coughlin                                                                                       | 9 mars 2018                      |
| 20                   | Sherlock Chipmunk                 | Sherlock Chipmunk            | Jason Lethcoe                                                                                       | 9 mars 2018                      |
| 21                   | Le jour de l'indépendance         | Independence Day             | Janice Karman                                                                                       | 16 mars 2018                     |
| 22                   | Les opposés s'attirent            | Opposites Attract            | Janice Karman et Michael Bagdasarian D'après une idée de Catherine Guillot-Bonté et Peter Saisselin | 30 mars 2018                     |
| 23                   | Maman par intérim                 | Temporary Mom                | Janice Karman et Michael Bagdasarian                                                                | 6 avril 2018                     |
| 24                   | Bienvenue au club                 | Tee Fore Two                 | Jason Lethcoe                                                                                       | 13 avril 2018                    |
| 25                   | Dave rebooté                      | Dave Rebooted                | Janice Karman                                                                                       | 10 février 2019                  |
| 26                   | Microbes                          | Germs                        | Janice Karman et Michael Bagdasarian                                                                | 10 février 2019                  |
| 27                   | La soirée pyjama de Théodore      | Theo's Big Night Out         | Janice Karman et Vanessa Bagdasarian                                                                | 17 février 2019                  |
| 28                   | Le garde du corps                 | The Bodyguard                | Peter Sasselin                                                                                      | 17 février 2019                  |
| 29                   | Les roses de la vie               | A Rose By Any Other Name     | Michael Bagdasarian et Craig Carlson                                                                | 23 février 2019                  |
| 30                   | La reine des abeilles             | Queen Bee                    | Michael Bagdasarian, Amy Serafin et Peter Saisselin                                                 | 23 février 2019                  |
| 31                   | Virée entres filles               | Girls Night Out              | Janice Karman                                                                                       | 9 mars 2019                      |
| 32                   | La roue tourne                    | Tables Turned                | Bart Goughlin                                                                                       | 9 mars 2019                      |
| 33                   | L’échange                         | Switcheroo                   | Bart Goughlin                                                                                       | 13 avril 2019                    |
| 34                   | Le livreur de journaux            | The Paperboy                 | Craig Carlson, Michael Bagdasarian et Janice Karman                                                 | 13 avril 2019                    |
| 35                   | Bête de sommes                    | Pack Animal                  | Barbara Weber-Boustani D'après une idée de Michael Bagdasarian                                      | 16 mars 2019                     |
| 36                   | Escapade hantée                   | The Haunted Gateway          | Janice Karman                                                                                       | 16 mars 2019                     |
| 37                   | La revanche de Teddy Blabla       | Talking Teddy's Revenge      | Janice Karman                                                                                       | 2 mars 2019                      |
| 38                   | La fête à l'escargot              | Snail-A-Palooza              | Reid Harrison et Peter Saisselin                                                                    | 2 mars 2019                      |
| 39                   | Coincés à l'école                 | School Alone!                | Janice Karman et Michael Bagdasarian                                                                | 30 mars 2019                     |
| 40                   | Venu de l'espace                  | It Came From Outer Space     | Bart Goughlin                                                                                       | 30 mars 2019                     |
| 41                   | La course à la pizza              | Pizza Dash                   | Janice Karman et Michael Bagdasarian                                                                | 6 avril 2019                     |
| 42                   | Jour de gloire                    | Glory Days                   | Jeffry St. Ours                                                                                     | 6 avril 2019                     |
| 43                   | Par-delà l'univers                | Across the Universe          | Peter Saisselin                                                                                     | 20 avril 2019                    |
| 44                   | Les favoris de Brittany           | Britt's Pick                 | Peter Saisselin et Amy Serafin                                                                      | 20 avril 2019                    |
| 45                   | Le diable s'habille en Rodentia   | The Devil Wears Rodentia     | Peter Saisselin, Amy Serafin et Michael Bagdasarian                                                 | 10 juin 2019                     |
| 46                   | La journée des métiers            | Career Day                   | Barbara Weber-Boustani                                                                              | 10 juin 2019                     |
| 47                   | Le camp spatial                   | Lost in Space... Camp        | Michael Bagdasarian et Peter Saisselin                                                              | 11 juin 2019                     |
| 48                   | Chocolat super chaud              | Super Hot Chocolate          | Jeffry St. Ours                                                                                     | 12 juin 2019                     |
| 49                   | Le grand détective Chipmunk       | The Great Chipmunk Detective | Michael Bagdasarian                                                                                 | 13 juin 2019                     |
| 50                   | Guitar Hero                       | Guitar Hero                  | Amy Serafin et Peter Saisselin                                                                      | 17 juin 2019                     |
| 51                   | L'équipe C                        | The C Team                   | Amy Serafin et Peter Saisselin                                                                      | 18 juin 2019                     |
| 52                   | Le bal père-fille                 | Father Daughter Dance        | Janice Karman et Vanessa Bagdasarian                                                                | 19 juin 2019                     |

### Saison 4 (2019-2021)
| Numéro de production | Titre français                | Titre original                  | Écrit par                                                 | Date de diffusion aux États-Unis |
| -------------------- | ----------------------------- | ------------------------------- | --------------------------------------------------------- | -------------------------------- |
| 01                   | La poupée                     | The Toy                         | Janice Karman                                             | 20 juin 2019                     |
| 02                   | Lignées                       | Bloodline                       | Janice Karman et Michael Bagdasarian                      | 5 janvier 2020                   |
| 03                   | La vocation de Théodore       | Theodore's Calling              | Janice Karman                                             | 27 juillet 2019                  |
| 04                   | Les maladresses de Jeanette   | Clumsy Jeanette                 | Peter Saisselin et Amy Serafin                            | 27 juillet 2019                  |
| 05                   | Les joies du babysitting      | Adventures in Babysitting       | Janice Karman et Michael Bagdasarian                      | 10 août 2019                     |
| 06                   | L'assistant d'Alvin           | Alvin's Assistant               | Michael Bagdasarian                                       | 10 août 2019                     |
| 07                   | Théo, le grand frère          | Big Bro Theodore                | Barbara Weber-Boustani et Peter Saisselin                 | 10 novembre 2019                 |
| 08                   | Le tournoi de golf            | No Putts, No Glory              | Lisa Kohn                                                 | 10 novembre 2019                 |
| 09                   | Simon dit oui                 | Simon Says                      | Michael Bagdasarian, Peter Saisselin et Amy Serafin       | 21 octobre 2019                  |
| 10                   | Un drôle d'oiseau             | Sing Like a Canary              | Janice Karman                                             | 21 octobre 2019                  |
| 11                   | Les pirates                   | Pirates Life                    | Bart Coughlin                                             | 22 octobre 2019                  |
| 12                   | Le record du monde            | World Record                    | Maryanne Contreras                                        | 22 octobre 2019                  |
| 13                   | La cérémonie                  | Granny Awards                   | Peter Saisselin et Amy Serafin                            | 17 novembre 2019                 |
| 14                   | Le malade imaginaire          | Sick Day                        | Bart Coughlin                                             | 17 novembre 2019                 |
| 15                   | Les Mystérions                | Mysterions                      | Bart Coughlin                                             | 17 août 2019                     |
| 16                   | Le corbeau a mangé mon devoir | The Crow That Ate My Homework   | Janice Karman et Michael Bagdasarian                      | 17 août 2019                     |
| 17                   | Le bus                        | Tour Bus                        | Janice Karman                                             | 23 octobre 2019                  |
| 18                   | Le jeu télévisé               | Game Show                       | Janice Karman et Michael Bagdasarian                      | 23 octobre 2019                  |
| 19                   | L'éducation d'Alvin           | Alvin Management                | Bart Coughlin                                             | 24 octobre 2019                  |
| 20                   | La capsule témoin             | Time Capsule                    | Barbara Weber-Boustani et Peter Saisselin                 | 24 octobre 2019                  |
| 21                   | La balle au prisonnier        | Munk vs Machine                 | Bart Coughlin                                             | 25 octobre 2019                  |
| 22                   | La cabane magique             | Shack Magic                     | Peter Saisselin et Amy Serafin                            | 25 octobre 2019                  |
| 23                   | Le correspondant              | The Exchange Student            | Craig Carlson                                             | 24 novembre 2019                 |
| 24                   | L'anniversaire surprise       | Crystal Ball Birthday           | Lisa Kohn                                                 | 24 novembre 2019                 |
| 25                   | La vie d'artiste              | Artsy Smartsy                   | Bart Coughlin                                             | 1er décembre 2019                |
| 26                   | Le coup de foudre             | The Crush                       | Bart Coughlin                                             | 1er décembre 2019                |
| 27                   | Le cordonnier                 | Best in Shoe                    | Janice Karman et Michael Bagdasarian                      | 8 décembre 2019                  |
| 28                   | La princesse                  | Royal Pain                      | Vanessa Bagdasarian                                       | 8 décembre 2019                  |
| 29                   | Entre le marteau et l'enclume | Between a Rope and a Hard Place | Janice Karman, Michael Bagdasarian et Peter Saisselin     | 12 janvier 2020                  |
| 30                   | La journée mondiale           | World Day                       | Janice Karman et Vanessa Bagdasarian                      | 19 janvier 2020                  |
| 31                   | L'allergie                    | Allergic Reaction               | Janice Karman, Amy Serafin et Peter Saisselin             | 26 janvier 2020                  |
| 32                   | Le pou et le contre           | Lice-enced to Teach             | Janice Karman et Bart Coughlin                            | 2 février 2020                   |
| 33                   | Venez tous à la fête          | Animal House Party              | Janice Karman                                             | 16 février 2020                  |
| 34                   | Dr Zap vs Electoboy           | Dr Zap vs Electroboy            | Bart Coughlin                                             | 23 février 2020                  |
| 35                   | Tournoi de méga rebond        | Mega Bounce Battle              | Bart Coughlin                                             | 1er mars 2020                    |
| 36                   | Des potins et une leçon       | Gossip Guy                      | Janice Karman, Michael Bagdasarian et Vanessa Bagdasarian | 1er mars 2020                    |
| 37                   | Mission chimpanzé             | Chimpmania                      | Barbara Weber-Boustani                                    | 21 septembre 2020                |
| 38                   | Les blagues de papa           | Dad Jokes                       | Amy Serafin, Peter Sasselin, Michael Bagdasarian          | 21 septembre 2020                |
| 39                   | L’élu                         | The Chosen Chipmunk             | Janice Karman et Michael Bagdasarian                      | 22 septembre 2020                |
| 40                   | Double Dangus                 | Double Dangus                   | Jeffry St. Ours                                           | 22 septembre 2020                |
| 41                   | Le dernier jour de l’été      | Last Day of Summer              | Michaël Bagadasarian                                      | 23 septembre 2020                |
| 42                   | Le plus petit des robots      | The Littlest Robot              | Janice Karman                                             | 24 septembre 2020                |
| 43                   | Le troll                      | You Troll                       | Janice Karman                                             | 7 novembre 2020                  |
| 44                   | La fête de l’année            | Life At The Party               | Michaël Bagdasarian                                       | 7 novembre 2020                  |
| 45                   | L’épidémie                    | Sick As a Chipmunk              | Jeffry St. Ours                                           | 14 novembre 2020                 |
| 46                   | Amstramgram                   | Instant Gram                    | Janice Karman et Vanessa Bagdasarian                      | 14 novembre 2020                 |
| 47                   | Des souris et des filles      | Of Mice and Munks               | Janice Karman et Vanessa Bagdasarian                      | 21 novembre 2020                 |
| 48                   | Simon sauve le monde          | Simon Save the World            | Bart Goughlin                                             | 21 novembre 2020                 |
| 49                   | La sortie de Geizmo           | Geizmo’s Day Out!               | Janice Karman                                             | 22 février 2021                  |
| 50                   | L’ennui                       | Unbored                         | Michael Bagdasarian                                       | 22 février 2021                  |
| 51                   | Le pire noël                  | A Very Merry Chipmunk           | Janice Karman                                             | 12 décembre 2020                 |

### Saison 5 (2021-2023)
| Numéro de production | Titre français                      | Titre original               | Écrit par                                           | Date de diffusion aux États-Unis |
| -------------------- | ----------------------------------- | ---------------------------- | --------------------------------------------------- | -------------------------------- |
| 01                   | Retenue                             | Deserted                     | Janice Karman                                       | 23 février 2021                  |
| 02                   | Le déluge de collations             | The Great Snack Off          | Michael Bagdasarian                                 | 23 février 2021                  |
| 03                   | Le grand déballage                  | Unboxing Day                 | Janice Karman et Vanessa Bagdasarian                | 24 février 2021                  |
| 04                   | Le kiosque de Dave                  | Dave's Pavilion              | Janice Karman                                       | 24 février 2021                  |
| 05                   | Chute libre                         | U-Fly                        | Michael Bagdasarian                                 | 25 février 2021                  |
| 06                   | Le Yéti                             | Yeti or Not                  | Janice Karman et Michael Bagdasarian                | 25 février 2021                  |
| 07                   | Captif                              | Taken                        | Bart Coughlin                                       | 20 décembre 2021                 |
| 08                   | La bête volante                     | The Flying Beast             | Janice Karman                                       | 20 décembre 2021                 |
| 09                   | La malédiction de MacBeth           | The Curse of McBeth          | Michael Bagdasarian                                 | 21 décembre 2021                 |
| 10                   | Zeela la Grande                     | Zeela the Great              | Janice Karman                                       | 21 décembre 2021                 |
| 11                   | Dave Junior                         | Davey Boy                    | Janice Karman et Vanessa Bagdasarian                | 22 décembre 2021                 |
| 12                   | Dr. Sleep                           | Dr. Sleep                    | Michael Bagdasarian                                 | 22 décembre 2021                 |
| 13                   | La bande de motard                  | The Road Warrior             | Janice Karman et Michael Bagdasarian                | 23 décembre 2021                 |
| 14                   | Chipettes en scène                  | My Fair Chipette             | Janice Karman                                       | 23 décembre 2021                 |
| 15                   | Mais où est passée Madame Croner?   | Gone Gal                     | Janice Karman et Michael Bagdasarian                | 11 mars 2022                     |
| 16                   | Les voyageurs du temps              | Time Traveler's Party        | Michael Bagdasarian                                 | 11 mars 2022                     |
| 17                   | La maison de l’allée des cèdres     | The House on Cedar Lane      | Janice Karman et Vanessa Bagdasarian                | 18 mars 2022                     |
| 18                   | Le tyran des toilettes              | Bathroom Bully               | Peter Saisselin et Amy Serafin                      | 18 mars 2022                     |
| 19                   | Le retour de tonnerre rauque        | The Return of Thornbergaupht | Vanessa Bagdasarian                                 | 25 mars 2022                     |
| 20                   | Le squash                           | Squashed                     | Janice Karman                                       | 25 mars 2022                     |
| 21                   | Panne d’inspiration                 | Writers Block                | Janice Karman                                       | 1er avril 2022                   |
| 22                   | T. le maudit                        | Jinxed                       | Amy Serafin, Peter Saisselin et Michael Bagdasarian | 1er avril 2022                   |
| 23                   | Sécurité incendie                   | Fire Safety                  | Michael Bagdasarian                                 | 8 avril 2022                     |
| 24                   | Catastrophe au château              | Castle Catastrophe           | Janice Karman et Michael Bagdasarian                | 8 avril 2022                     |
| 25                   | Bêtes de scène                      | The Party Animals            | Bart Coughlin                                       | 15 avril 2022                    |
| 26                   | Warren Seville                      | Warren Seville               | Michael Bagdasarian, Peter Saisselin et Amy Serafin | 15 avril 2022                    |
| 27                   | Des vacances trop terre-à-terre     | Excavation Vacation          | Janice Karman                                       | 6 juin 2022                      |
| 28                   | Les trophées de Dave                | Trophy Dad                   | Janice Karman                                       | 6 juin 2022                      |
| 29                   | Comme sur des roulettes             | Skater Girl                  | Michael Bagdasarian, Peter Saisselin et Amy Serafin | 7 juin 2022                      |
| 30                   | Des machines complètement lessivées | All Washed Up                | Janice Karman                                       | 7 juin 2022                      |
| 31                   | Devoirs de vacances                 | Summer School                | Michael Bagdasarian                                 | 8 juin 2022                      |
| 32                   | En pièces                           | Puzzled                      | Michael Bagdasarian, Peter Saisselin & Amy Serafin  | 8 juin 2022                      |
| 33                   | En voiture                          | Car Wash                     | Vanessa Bagdasarian                                 | 9 juin 2022                      |
| 34                   | M. Répartout                        | Mr. Fix-It                   | Janice Karman                                       | 9 juin 2022                      |
| 35                   | C'est ma batterie                   | Little Drummer Boy           | Amy Serafin, Peter Saisselin & Michael Bagdasarian  | 13 juin 2022                     |
| 36                   | L'ingrédient secret                 | Special Ingredient           | Amy Serafin, Peter Saisselin & Michael Bagdasarian  | 14 juin 2022                     |
| 37                   | Une bonne leçon                     | Alvin Get Schooled           | Amy Serafin, Peter Saisselin & Michael Bagdasarian  | 15 juin 2022                     |
| 38                   | Ma vie de chien                     | My Life As a Dog             | Michael Bagdasarian, Peter Saisselin & Amy Serafin  | 16 juin 2022                     |
| 39                   | M. Lou                              | Mr. Lou                      | Amy Serafin, Peter Saisselin & Michael Bagdasarian  | 20 juin 2022                     |
| 40                   | Chanson d'amour                     | Love Song                    | Amy Serafin, Peter Saisselin & Michael Bagdasarian  | 21 juin 2022                     |
| 41                   | Papier bulle                        | Bubble Wrap                  | Janice Karman                                       | 22 juin 2022                     |
| 42                   | Échec et mat                        | Chess Mate                   | Michael Bagdasarian, Peter Saisselin & Amy Serafin  | 23 juin 2022                     |
| 43                   | La chevalière                       | A Knight’s Tail              | Michael Bagdasarian, Peter Saisselin & Amy Serafin  | 27 juin 2022                     |
| 44                   | Squatteur de rêves                  | Dreambomber                  | Peter Saisselin, Amy Serafin & Michael Bagdasarian  | 28 juin 2022                     |
| 45                   | Sauveteurs en mer                   | The Lifeguard                | Michael Bagdasarian, Peter Saisselin & Amy Serafin  | 29 juin 2022                     |
| 46                   | L'épouvantail                       | Scare-Crowner                | Michael Bagdasarian, Peter Saisselin & Amy Serafin  | 30 juin 2022                     |
| 47                   | Cours Camille, Cours                | Run Aimee Run                | Janice Karman & Aimee Mullins                       | 4 mars 2023                      |
| 48                   | Théo contre Simon                   | Theo vs. Simon               | Peter Saisselin & Amy Serafin                       | 4 mars 2023                      |
| 49                   | Le souterrain                       | The Underground              | Michael Bagdasarian                                 | 4 mars 2023                      |
| 50                   | Le dîner                            | The Dinner                   | Peter Saisselin & Amy Serafin                       | 4 mars 2023                      |
| 51                   | Réalité virtuelle                   | Game House                   | Peter Saisselin & Amy Serafin                       | 4 mars 2023                      |
| 52                   | La tournée                          | The Tour                     | Peter Saisselin & Amy Serafin                       | 4 mars 2023                      |

## Distinctions
- Kids 'Choice Awards 2016 : Meilleur série télévisée d'animation (nomination)[20]
- Kids 'Choice Awards 2017 : Meilleur série télévisée d'animation (nomination)[21]
- Kids 'Choice Awards 2018 : Meilleur série télévisée d'animation (nomination)[22]
- Kids 'Choice Awards 2019 : Meilleur série télévisée d'animation (nomination)[23]
- Kids 'Choice Awards 2020 : Meilleur série télévisée d'animation (nomination)[24]
- Kids 'Choice Awards 2021 : Meilleur série télévisée d'animation (nomination)[25]